# Terra Natura
Terra Natura ist ein Unternehmen in Spanien, das mehrere Tier- und Erlebnisparks betreibt: einen Tierpark und einen Wasserpark in Benidorm und einen Tierpark und einen Wasserpark in Murcia. Außerdem betreibt das Unternehmen gemeinsam mit der Universität Alicante die Estación Biológica Terra Natura, eine Forschungseinrichtung zum Schutz bedrohter Tierarten.

## Terra Natura Benidorm
Das 32 Hektar große Parkgelände wurde im März 2005 für Besucher eröffnet.
Der Park gliedert sich in vier Themengebiete: Pangea, der Ursprung des Planeten, dient als Eingangsbereich. Er wird von einem großen Vulkan überragt, neben dem riesige Insektenskulpturen aus Metall stehen. Von dort aus kann man nach Amerika, Asien, und Europa „reisen“. Zudem gibt es den Wasserbereich Mare nostrum.
Jeder Bereich von Terra Natura repräsentiert ein bestimmtes natürliches Element: „Pangea“ das Feuer, „Amerika“ die Luft, „Asien“ die Erde und „Europa“ das Wasser. Mit einer Seilbahn können die Parkbesucher aus der Luft einen Blick auf die Flora und Fauna der verschiedenen Kontinente werfen.
Auf dem Parkgelände leben circa 1500 Tiere rund 200 verschiedener Arten, darunter mindestens fünfzig Spezies, die vom Aussterben bedroht sind. Dazu gibt es 2500 mitunter sehr beeindruckende Exemplare von mehr als 160 Baum-, Busch- und Kriechpflanzenarten der Region Valencia.